# クライド・ドレクスラー
クライド・オースティン・ドレクスラー (Clyde Austin Drexler, 1962年6月22日 - ) は、アメリカ合衆国・ルイジアナ州ニューオーリンズ出身の元プロバスケットボール選手で元指導者。現在は3on3バスケットボールリーグ「Big3」のコミッショナーである。「Clyde the Glide (クライド・ザ・グライド) 」の愛称で親しまれ、全米プロバスケットボール協会 (NBA) で15シーズンプレーし、キャリアの大半をポートランド・トレイルブレイザーズで過ごした後、ヒューストン・ロケッツで現役生活を終えた。ドレクスラーは、史上最高のシューティングガードの一人として評されている。
1992年バルセロナオリンピックバスケットボール代表に選出され、金メダリストとなる。オールNBA1stチームに1回（1992年）、同2ndチームに2回（1988年、1991年）、同3rdチームに2回（1990年、1995年）選出されている。NBA優勝経験1回。1996年には、NBA50周年を記念した「50人の偉大な選手」の一人に選ばれた。1998年に引退、2004年にバスケットボール殿堂入りを果たした。選手生活の平均得点は20.4点、通算得点は22,195点。

## 学生時代
高校時代、それほど目立たなかったドレクスラーが名門ヒューストン大学に入学できたのは理由があった。当時既に大学で注目を集めていたマイケル・ヤング（後にボストン・セルティックスに1巡目24番目指名）による「高校時代最も手強かった相手」との言葉を聞いた大学幹部が獲得に動いた為だ。
ヤングの言葉通りドレクスラーは、1年目から頭角を現しチームに欠かせない選手となり、2年目にはすでにNBAも注目する大スター選手へと成長を遂げていた。当時のヒューストン大学は「ファイ・スラマ・ジャマー」（Phi Slama Jama）と呼ばれるダンク集団であり、その中心にいたのが元NBA屈指の名センター、アキーム・オラジュワンとドレクスラーだった。名ダンカーがひしめくチーム内においてもドレクスラーの滞空時間の長いダンクは特に際立っていた。
彼の在籍した間チームはすばらしい成績を収める。1981年にはNCAAファイナル4、1982年FINAL進出、1983年もファイナル4と快進撃を続ける。
しかし優勝には縁遠く1981年はマイケル・ジョーダンを擁するノースカロライナ大学に敗北。優勝候補の筆頭だった1982年にはノースカロライナ州立大学に番狂わせの敗北、1983年には後のニューヨーク・ニックスの名センター、パトリック・ユーイング率いるジョージタウン大学に敗北。
しかしながらヒューストン大にとってドレクスラー、オラジュワンの在籍していた時期はまさに輝ける時代となった。

## デビュー当時
ポートランド・トレイルブレイザーズから1983年全体14番目に指名されNBAに入団（当時はビッグマンの方が上位指名されやすかった。）。1年目はジム・パクソン、カルヴィン・ナット、ラファイエット・リーバーが多く出場していたため、出場時間平均は17分台にとどまり、彼の高いパフォーマンスを披露する機会に恵まれなかった。平均スコアも7.7点に留まり、NBAルーキーチームの一員にも選出されることはなかった。しかし若返りを図ったチームの方針もあり出場機会が十分に与えられた2年目の1984-85年シーズンから次第に存在感を示し始め、シーズン中盤になるとチームは彼を中心とするゲームメイクをするようになる。プレーオフ進出の原動力となり、平均スコアは前年の倍以上（17.2点）に跳ね上がり彼の名前を世間に知らしめることとなる。デビュー2年目の1984年から10年間ドレクスラーは得点ランキング上位の常連となった。

## プレーオフ1回戦の壁
- ドレクスラーが入団した頃、チームは毎年のようにプレーオフに進出していたが、1984-85シーズンを除いてなかなかプレーオフ1回戦を突破することができなかった。ドレクスラーは1985-86シーズン、1試合平均18.5得点、8.0アシスト、2.63スティール、トリプルダブル4回を記録して、オールスターにも選出されたがプレイオフではデンバー・ナゲッツに1勝3敗で敗退した。
- 1986-87シーズン、彼は当時のスーパースター、ラリー・バード、マジック・ジョンソンの2人しか達成していなかった平均21得点（21.7）、6リバウンド以上（6.3）、6アシスト以上（6.9）以上を達成、2人のスーパースターと肩を並べる成績を残す。大学時代のチームメイト、オラジュワンを擁するヒューストン・ロケッツとプレーオフ1回戦で対戦、平均24.0得点をたたき出したがまたも敗退した。
- 1987-88シーズン、チーム歴代記録の年間2,185得点を達成、週間最優秀選手賞に3度、オールNBAセカンドチームにも選出、その年のオールスターゲームでは15分間の出場で12点、5リバウンドを記録した。レギュラーシーズンの平均スコアも前年より5点多い27.0得点を記録。すばらしい成績を残したレギュラーシーズンとは対照的に、プレーオフでは振るわずフィールドゴール成功率は.386と絶不調。ユタ・ジャズに1勝3敗で敗れてまたもや1回戦で姿を消すこととなった。
- 1988-89シーズンもレギュラーシーズンは前年同様の活躍を見せた。オールスターゲームにも選出されて14得点、12リバウンドを記録。その年のプレイオフはロサンゼルス・レイカーズを相手に前年の汚名をそそぐかのようなプレイを披露、平均27.7得点をたたき出すも、またもや3連敗で敗退し地元のファン・メディアはがっかりした。
- 4年連続レギュラーシーズン中、素晴らしい成績を残し続けてきたドレクスラーだったが、プレーオフを勝ち上がれなかったためなかなか高い評価を受けることはなかった。

## 最盛期
- 1989-90シーズン、ブレイザーズはベテランパワーフォワードのバック・ウィリアムズをトレードで獲得、ドレクスラーにとってウィリアムズの獲得は喜ばしいものであった。シーズン前ドレクスラーは「今年の我々は戦うだけの十分な力がある。必ずそこ（NBAファイナル）へ行けるであろう」と断言している。ドレクスラーは通算10,000得点をマーク、またオールNBAサードチームにも選出される。ドレクスラーを中心としてチームは危なげなくプレイオフ進出、そして彼の約束どおりNBAファイナルまで勝ち進んだ。
- ファイナルの相手は2連覇を狙う「バッドボーイズ」と呼ばれたジョー・デュマース、アイザイア・トーマス、ビル・レインビア、デニス・ロッドマンらのデトロイト・ピストンズだった。ドレクスラーは本拠地で行われた第2戦で33得点、決勝フリースローを決めるなど活躍したが、1勝4敗で敗れて念願のチャンピオンリングには手が届かなかった。ピストンズは2連覇を達成した。
- 翌年の1990-91年シーズンからドレクスラーとトリプルダブルは、ほぼ同義語になっていた。この年4度のトリプルダブルを記録する。MVP投票でも6番目の投票を集め、週間最優秀選手賞に3度選出された。また5年連続オールスターに選出された。この年もプレイオフに進み、1回戦のシアトル・スーパーソニックス戦でプレイオフ自己最多の39得点、2回戦のユタ・ジャズ戦でも自身プレイオフ3度目のトリプル・ダブルを達成しカンファレンス決勝に勝ち進んだがロサンゼルス・レイカーズにファイナル進出を阻まれた。
- 1991-92シーズン、ドレクスラーは自身初となるオールNBAファーストチームに選出された。MVP得票においても、マイケル・ジョーダンに次ぐ2位の票を集めた[2]。オールスターで初めて先発としてプレイ、28分間で、22得点、9リバウンド、6アシスト、2ブロックを記録。レギュラーシーズン後半彼は怪我によって数戦欠場したが、プレイオフで戦列復帰。レイカーズとの1回戦オーバータイムでのNBA記録、13得点を記録。ゲーム全体では42得点を記録した。これはブレイザーズのポストシーズン記録となった。チームはNBAファイナルまで勝ち進んだが[3]、ジョーダン擁するシカゴ・ブルズに惜しくも敗れこの年も優勝を逃した。ブルズは2連覇を達成した。
- この3シーズンがドレクスラーにとって、彼のキャリアの中で最も高いパフォーマンスを見せた。

## キャリア末期
- 1992-93年シーズン、怪我の影響もあり平均得点が20点を下回った。
- 1993-94年シーズンは、クリフォード・ロビンソンにチームNo.1スコアラーの座を奪われる。しかしながら7年連続オールスター出場、NBAで47番目となる17,000得点を達成する。
- 怪我に泣かされたこの1993年、1994年の2シーズンは、プレイオフに進出しながらも1993年サンアントニオ・スパーズに、1994年ヒューストン・ロケッツに敗れている。そしてこれが、ブレイザーズでの最後のポストシーズンゲームとなる。
- 1994-95年シーズン、41試合ブレイザーズでプレイした後、12シーズン過ごしたブレイザーズのほぼ全てのチーム記録を残して、大学時代のチームメイト、アキーム・オラジュワン率いる地元ヒューストン・ロケッツに電撃的に移籍をする。シーズン中盤からロケッツに合流した彼は、オラジュワンに次ぐ20.5平均得点を稼ぎ出しチームに貢献、プレイオフに進出。ウェスタン第6シードにもかかわらず、ユタ・ジャズ、フェニックス・サンズ[4]、サンアントニオ・スパーズを破り、ついにはシャキール・オニール率いるオーランド・マジックを4連勝で破り、ポートランドではかなわなかった念願のNBAチャンピオンリングを手にすることになる[5]。
- 1995-96年シーズン故障から52試合出場にとどまるも、この年ドレクスラーはNBAで24番目となる20,000得点を達成。またNBA 50周年を記念した「50人の偉大な選手」の一人に選出された。
- 1996-97シーズン、フェニックス・サンズのスーパースター、チャールズ・バークレーがNBAチャンピオンリングを求め優勝を狙えるロケッツに移籍、スーパースター3人を抱えるロケッツは周囲の注目を集めたが、年齢的に最盛期を過ぎた感のあるスター達は往年のパフォーマンスは発揮せず、とうとうバークレーは念願のチャンピオンリングを手にする事はなかった。ドレクスラーはこのシーズン1984-1998年の間で最も低い平均18.00得点に留まる。
- 翌年、ドレクスラーは1997-98年のシーズンを最後に引退すると表明、引退後は彼の母校ヒューストン大学でヘッドコーチに就任すると発表。その年ドレクスラーはチームで最も高い平均得点を稼ぎ出し、オスカー・ロバートソン、ジョン・ハブリチェック、コービー・ブライアント、レブロン・ジェームズ、ラッセル・ウェストブルックの5人しか達成していない20,000得点、6,000リバウンド、6,000アシストを達成、彼の偉大なNBAキャリアを締めくくった。

## ダンクコンテスト
「クライド・ザ・グライド」華麗なダンクでNBAファンを唸らせ、ルーキーの頃からスラムダンクコンテスト出場を果し、NBA屈指のダンカーとなった。1984年、1985年、1987年、1988年、1989年の5回の出場はNBA最多。滞空時間が長く、美しいフォームのダンクだが当時のライバル、マイケル・ジョーダン、ケニー・ウォーカー、ドミニク・ウィルキンズの豪快なダンクを比べると多少インパクトが少なかったのだろうか、1987年はジョーダンと激戦のうえ敗退、1989年は地元でもあるヒューストンで観客の声援を受けながら決勝に進んだが、ケニー・ウォーカーのパワフルなダンクに敗北を喫し、念願であったスラムダンクチャンピオンの称号を手にすることはなかった。しかしNBA史上最も華麗なダンカーの一人である事は多くの人が認めるところである。

## 個人成績

### NBA

#### レギュラーシーズン
| シーズン     | チーム       | GP    | GS  | MPG  | FG%  | 3P%  | FT%   | RPG | APG | SPG | BPG | TO  | PPG  |
| ------------ | ------------ | ----- | --- | ---- | ---- | ---- | ----- | --- | --- | --- | --- | --- | ---- |
| 1983–84      | POR          | 82    | 3   | 17.2 | .451 | .250 | .728  | 2.9 | 1.9 | 1.3 | .4  | 1.5 | 7.7  |
| 1984–85      | POR          | 80    | 43  | 31.9 | .494 | .216 | .759  | 6.0 | 5.5 | 2.2 | .9  | 2.8 | 17.2 |
| 1985–86      | POR          | 75    | 58  | 34.3 | .475 | .200 | .769  | 5.6 | 8.0 | 2.6 | .6  | 3.8 | 18.5 |
| 1986–87      | POR          | 82    | 82  | 38.0 | .502 | .234 | .760  | 6.3 | 6.9 | 2.5 | .9  | 3.1 | 21.7 |
| 1987–88      | POR          | 81    | 80  | 37.8 | .506 | .212 | .811  | 6.6 | 5.8 | 2.5 | .6  | 2.9 | 27.0 |
| 1988–89      | POR          | 78    | 78  | 39.3 | .496 | .260 | .799  | 7.9 | 5.8 | 2.7 | .7  | 3.2 | 27.2 |
| 1989–90      | POR          | 73    | 73  | 36.8 | .494 | .283 | .774  | 6.9 | 5.9 | 2.0 | .7  | 2.6 | 23.3 |
| 1990–91      | POR          | 82    | 82  | 34.8 | .482 | .319 | .794  | 6.7 | 6.0 | 1.8 | .7  | 2.8 | 21.5 |
| 1991–92      | POR          | 76    | 76  | 36.2 | .470 | .337 | .794  | 6.6 | 6.7 | 1.8 | .9  | 3.2 | 25.0 |
| 1992–93      | POR          | 49    | 49  | 34.1 | .429 | .233 | .839  | 6.3 | 5.7 | 1.9 | .8  | 2.3 | 19.9 |
| 1993–94      | POR          | 68    | 68  | 34.3 | .428 | .324 | .777  | 6.5 | 4.9 | 1.4 | .5  | 2.5 | 19.2 |
| 1994–95†     | POR          | 41    | 41  | 34.8 | .428 | .363 | .835  | 5.7 | 5.1 | 1.8 | .5  | 2.4 | 22.0 |
| 1994–95†     | HOU          | 35    | 34  | 37.1 | .506 | .357 | .809  | 7.0 | 4.4 | 1.8 | .7  | 2.5 | 21.4 |
| 1995–96      | HOU          | 52    | 51  | 38.4 | .433 | .332 | .784  | 7.2 | 5.8 | 2.0 | .5  | 2.6 | 19.3 |
| 1996–97      | HOU          | 62    | 62  | 36.6 | .442 | .355 | .750  | 6.0 | 5.7 | 1.9 | .6  | 2.5 | 18.0 |
| 1997–98      | HOU          | 70    | 70  | 35.3 | .427 | .317 | .801  | 4.9 | 5.5 | 1.8 | .6  | 2.7 | 18.4 |
| 通算         | 通算         | 1,086 | 950 | 34.6 | .472 | .318 | .788  | 6.1 | 5.6 | 2.0 | .7  | 2.7 | 20.4 |
| オールスター | オールスター | 9     | 4   | 18.4 | .506 | .286 | 1.000 | 4.9 | 2.6 | 1.3 | .7  | 2.0 | 10.7 |

#### プレーオフ
| シーズン | チーム | GP  | GS  | MPG  | FG%  | 3P%  | FT%  | RPG  | APG | SPG | BPG | TO  | PPG  |
| -------- | ------ | --- | --- | ---- | ---- | ---- | ---- | ---- | --- | --- | --- | --- | ---- |
| 1984     | POR    | 5   | -   | 17.0 | .429 | .000 | .857 | 3.4  | 1.6 | 1.0 | .2  | 1.4 | 7.2  |
| 1985     | POR    | 9   | 9   | 37.7 | .410 | .286 | .844 | 6.1  | 9.2 | 2.6 | 1.0 | 3.2 | 16.7 |
| 1986     | POR    | 4   | 4   | 36.3 | .456 | .400 | .783 | 6.3  | 6.5 | 1.5 | .8  | 4.8 | 18.0 |
| 1987     | POR    | 4   | 4   | 38.3 | .456 | .250 | .793 | 7.5  | 3.8 | 1.8 | .8  | 1.5 | 24.0 |
| 1988     | POR    | 4   | 4   | 42.5 | .386 | .500 | .724 | 7.0  | 5.3 | 3.0 | .5  | 3.0 | 22.0 |
| 1989     | POR    | 3   | 3   | 42.7 | .493 | .000 | .765 | 6.7  | 8.3 | 2.0 | .7  | 4.0 | 27.7 |
| 1990     | POR    | 21  | 21  | 40.6 | .441 | .220 | .774 | 7.2  | 7.1 | 2.5 | .9  | 3.8 | 21.4 |
| 1991     | POR    | 16  | 16  | 39.6 | .476 | .268 | .776 | 8.1  | 8.1 | 2.1 | 1.0 | 3.2 | 21.7 |
| 1992     | POR    | 21  | 21  | 40.3 | .466 | .235 | .807 | 7.4  | 7.0 | 1.5 | 1.0 | 2.8 | 26.3 |
| 1993     | POR    | 3   | 3   | 38.7 | .419 | .417 | .800 | 6.3  | 4.7 | 1.7 | 1.0 | 1.0 | 19.0 |
| 1994     | POR    | 4   | 4   | 39.3 | .425 | .231 | .826 | 10.3 | 5.5 | 2.0 | .5  | 2.3 | 21.0 |
| 1995†    | HOU    | 22  | 22  | 38.6 | .481 | .303 | .786 | 7.0  | 5.0 | 1.5 | .7  | 2.0 | 20.5 |
| 1996     | HOU    | 8   | 8   | 36.5 | .415 | .265 | .765 | 7.8  | 5.0 | 2.6 | .5  | 2.5 | 16.6 |
| 1997     | HOU    | 16  | 16  | 38.9 | .436 | .373 | .778 | 5.6  | 4.8 | 1.6 | .4  | 2.3 | 18.1 |
| 1998     | HOU    | 5   | 5   | 36.4 | .309 | .192 | .757 | 5.4  | 4.6 | 1.6 | .6  | 2.6 | 15.0 |
| 通算     | 通算   | 145 | 140 | 38.4 | .447 | .288 | .787 | 6.9  | 6.1 | 1.9 | .7  | 2.7 | 20.4 |

## その他
- ドレクスラーは引退間際に有力チームに移籍し、チャンピオンリングを手にした。そのことから同じようなケースの移籍に対し“ドレクスラー・シンドローム”という言葉が生まれた。
- 息子のアダム・ドレクスラーが、B.LEAGUEの岩手ビッグブルズに所属し、父と同じ背番号22を背負っている。その関係でドレクスラーは同チームのアンバサダーを務めている。

## 戦歴
- 通算試合出場：1,086試合
- 通算得点：22,195点 （1試合平均 20.4点）
- 通算リバウンド：6,677本 （1試合平均 6.1本）
- 通算アシスト：6,125本 （1試合平均 5.6本）
- トリプル・ダブル：25回

## 受賞歴
- NBAチャンピオン (1995)
- 10× NBAオールスター (1986, 1988-1994, 1996, 1997)
- オールNBAファーストチーム (1992)
- 2× オールNBAセカンドチーム (1988, 1991)
- 2× オールNBAサードチーム (1990, 1995)
- NBA50周年記念オールタイムチーム
- NBA75周年記念オールタイムチーム
- No. 22 ポートランド・トレイルブレイザーズ永久欠番
- No. 22 ヒューストン・ロケッツ永久欠番
- オールアメリカン・コンセンサスセカンドチーム (1983)
- SWC年間最優秀選手 (1983)
- No. 22 ヒューストン・クーガーズ永久欠番